# Boletus manicus
Espèce
Boletus manicus est une espèce de cèpes de la famille des Boletaceae, découverte en Papouasie-Nouvelle Guinée et décrit par Roger Heim en 1963. Identifié comme psychotrope, ses principes actifs sont trois substances indoliques dont la concentration est trop faible pour être identifiée.